# 指弹吉他
指彈吉他 （英語：Fingerstyle Guitar）是吉他獨奏的一種流派，指用一把吉他演奏多聲部的樂曲，使吉他的表現力不僅限於單一的聲部。一般使用相對於古典吉他而言較牢固的民謠吉他（鋼弦吉他）演奏，還有十二弦吉他等。
指彈吉他也是古典吉他標準的彈奏方式。另外，美國的藍調音樂、鄉村音樂、民謠音樂都有使用此技術，後來歐美的搖滾樂和金屬樂吉他手也都有使用指彈彈奏，伴奏歌曲。

## 技巧
- 擊弦
- 勾弦
- 滑音
- 震音
- 自然泛音
- 人工泛音
- 點弦
- 拍泛音
- 打板
- 打弦
- 押尾手法
- 松井敲板
- 松井PM
- Nail attack

## 著名的指彈演奏家
- 盧家宏
- 董運昌
- 郭一豪
- 保卜
- 高君
- 黃家偉
- 押尾光太郎
- 鄭晟河
- Tommy Emmanuel
- Chet Atkins
- Pierre Bensusan
- Don Ross
- Andy Mckee
- Tobias Rauscher
- Franco Morene
- Vitaly Makukin
- 松井祐貴
- 伍伍慧
- 井草聖二
- 岸部真明
- Luca Stricagnoli
- 金永所
- Marcin Patrzalek
- 陈亮
- 伍伍慧
- 元子
- 楊楚驍
- 劉嘉卓